# Шевченківська премія — номінація «театральне мистецтво»
В цьому списку представлено лауреатів Шевченківської премії в номінації «театральне мистецтво».

## Список лауреатів
| Рік  | Лауреат | Обґрунтування |
| ---- | --- | --- |
| 1970 | Сміян Сергій Костянтинович — режисер-постановник Параконьєв Костянтин Йосипович — виконавець ролі Ярослава Мудрого | за спектакль «Ярослав Мудрий» у Запорізькому обласному музично-драматичному театрі імені М. О. Щорса. |
| 1974 | Романицький Борис Васильович | за виконання ролі Граса в п'єсі «Маклена Ґраса» М. Г. Куліща у Львівському державному ордена Трудового Червоного Прапора академічному українському і драматичному театрі імені М. К. Заньковецької та за видатний вклад в розвиток українського радянського театрального мистецтва.    |
| 1976 | Шостакович Дмитро Дмитрович, композитор (посмертно) Симеонов Костянтин Арсенович, диригент-постановник Венедиктов Лев Миколайович, хормейстер Загребельний Олександр Миколайович, виконавець ролі Бориса Ізмайлова Колесник Євдокія Василівна, виконавиця ролі Катерини Ізмайлової   | за оперу «Катерина Ізмайлова» в Державному ордена Леніна і ордена Трудового Червоного Прапора академічному театрі опери та балету УРСР імені Т. Г. Шевченка. |
| 1978 | Данькевич Костянтин Федорович — композитор Варивода Петро Семенович — диригент-постановник Ареф'єв Анатолій Васильович — хужожник Кіосе Василь Васильович — хормейстер Виконавці провідних ролей: Даньшин Анатолій Андрійович Суржина Нонна Андріївна Український Микола Олексійович | за оперу «Богдан Хмельницький» (нова редакція) у Дніпропетровському державному театрі опери та балету. |
| 1978 | Зарудний Микола Якович — автор п'єси Данченко Сергій Володимирович — режисер-постановник Кипріян Мирон Володимирович — художник-постановник Виконавці провідних ролей: Доценко Надія Петрівна Максименко Володимир Григорович Стригун Федір Миколайович                              | за виставу «Тил» у Львівському державному академічному українському драматичному театрі імені М. К. Заньковецької. |
| 1979 | Мокренко Анатолій Юрійович | за театрально-концертну діяльність 1977—1978 рр. |
| 1980 | Турчак Степан Васильович — диригент-постановник | за опери «Іван Сусанін» М. Глінки, «Пікова дама» П. Чайковського, «Милана» Г. Майбороди в Державному академічному театрі опери та балету УРСР імені Т. Г. Шевченка. |
| 1981 | Роговцева Ада Миколаївна | за виконання ролей Раневської («Вишневий сад» А. Чехова), Лесі Українки («Надеяться» Ю. Щербака), Надії («Хазяйка» М. Гараєвої) на сцені Київського Державного академічного російського драматичного театру імені Лесі Українки.                                                       |
| 1982 | Мірошниченко Микола Іванович — автор п'еси Терентьєв Віктор Сергійович — режисер-постановник Кривошеїн Олександр Сергійович — художник-постановник Гончар Андрій Петрович — виконавець ролі Автора і першого секретаря обкому партії                                                 | за виставу «Возрождение» за однойменною книгою Л. І. Брежнєва в Одеському обласному російському драматичному театрі імені А. В. Іванова. |
| 1983 | Резнікович Михайло Ієрухімович — режисер-постановник Актори: Добровольський Віктор Миколайович Мажуга Юрій Миколайович Пазенко Анатолій Федорович Смолярова Олександра Захарівна Решетников Анатолій Георгійович Рушковський Микола Миколайович Яремчук Лідія Григорівна             | за створення образу радянського сучасника у виставах «Предел спокойствия», «Кафедра», «Тема с вариациями» у Київському державному ордена Трудового Червоного Прапора академічному російському драматичному театрі імені Лесі Українки.                                                 |
| 1984 | Ужвій Наталія Михайлівна | за виконання ролей у виставах останніх років на сцені Київського державного ордена Леніна академічного українського драматичного театру імені Івана Франка. |
| 1989 | Кочерга Анатолій Іванович | за створення партій в операх «Борис Годунов» М. Мусоргського, «Дон Карлос» Дж. Верді, «Милана» Г. Майбороди в Державному академічному театрі опери і балету УРСР імені Т. Г. Шевченка.                                                                                                 |
| 1992 | Костін Олександр Васильович | за оперу-казку «Золоторогий олень», балет «Русалонька» |
| 1993 | Лідер Данило Данилович — художник-сценограф Ступка Богдан Сильвестрович Лотоцька Наталія Василівна — виконавці головних ролей | за виставу Тев'є-Тевель за Шолом-Алейхемом у Київському державному академічному українському драматичному театрі імені І. Франка |
| 1998 | Артисти: Нагорна Ольга Василівна Дідик Михайло Петрович | за виконання головних партій Джільди і Герцога в опері «Ріголетто» Джузеппе Верді у Національній опері України |
| 1999 | Мерзликін Микола Іванович — режисер-постановник | за виставу «Пастка для Відьми» у Київському державному музичному театрі для дітей та юнацтва |
| 1999 | Щербаков Ігор Володимирович — композитор | за виставу «Пастка для Відьми» у Київському державному музичному театрі для дітей та юнацтва |
| 2000 | Шекера Анатолій Федорович — хореограф | за балетні вистави останніх років |
| 2003 | Шулаков Віктор Олександрович — режисер-постановник Бровун Марк Матвійович — художній керівник | за виставу «Енеїда» за І. Котляревським у Донецькому академічному українському музично-драматичному театрі імені Артема |
| 2006 | Кучинський Володимир Степанович — режисер-постановник Стефанов Олег Дмитрович — актор Половинка Наталія Юхимівна — актриса Водичев Андрій Володимирович — актор | за вистави за творами Платона, Г. Сковороди, В. Стуса у Львівському театрі імені Леся Курбаса. |
| 2007 | Мельник Михайло Васильович — режисер, актор | за виставу «Гріх» Дніпропетровського Українського театру одного актора «Крик». |
| 2008 | Дзекун Олександр Іванович — режисер-постановник Петрів Володимир Юліанович — актор | за виставу «Берестечко» Рівненського обласного академічного українського музично-драматичного театру |
| 2008 | Малахов Віталій Юхимович — режисер-постановник Бенюк Богдан Михайлович — актор Сумська Наталія В'ячеславівна — актриса | за виставу «Про мишей та людей» театральної компанії «Бенюк і Хостікоєв». |
| 2009 | Кадирова Лариса Хамидівна — актриса | за галерею жіночих образів у моновиставах та внесок у розвиток українського театрального мистецтва. |
| 2011 | Дядюра Микола Володимирович (диригент-постановник) Солов'яненко Анатолій Анатолійович (режисер-постановник) Магера Сергій Ігорович (виконавець партії Оровезо) Крамарєва Оксана Юріївна (виконавиця партії Норми)                                                                    | за оперу «Норма» у Національній опері України імені Тараса Шевченка. |
| 2013 | Богомазов Дмитро Михайлович | за вистави «Гамлет» У. Шекспіра Одеського академічного українського музично-драматичного театру імені В. Василька, «Гості прийдуть опівночі» А. Міллера Київського академічного театру драми і комедії на лівому березі Дніпра та «Щуролов» О. Гріна Київського театру «Вільна сцена». |
| 2014 | Василенко Василь Якович, диригент-постановник Курочка Марія Вікторівна, режисер-постановник, громадянка Федеративної Республіки Німеччина Стрельцова Людмила Семенівна, хормейстер Рябенький Василь Іванович (посмертно) Плеханова Тетяна Олександрівна, виконавець вокальної партії | за оперу Р. Вагнера «Летючий Голландець» Донецького національного академічного театру опери та балету імені А. Б. Солов'яненка. |
| 2015 | Панчук Петро Фадійович, актор | за втілення образу Тараса Шевченка на вітчизняній театральній сцені. |
| 2019 | Держипільський Ростислав Любомирович, режисер-постановник | за вистави «Енеїда» І. Котляревського, «Вона — Земля» В. Стефаника, «HAMLET» В. Шекспіра, «Оскар і Рожева Пані» Е.-Е. Шмітта Івано-Франківського національного академічного драматичного театру імені Івана Франка.                                                                    |
| 2020 | Влад Троїцький Роман Григорів Ілля Разумейко. | за оперу «IYOV». |